# Dietrich Wilhelm Landfermann

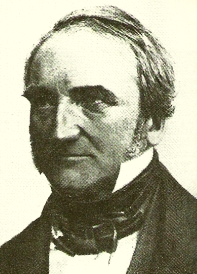
Dietrich Wilhelm Landfermann in jüngeren Jahren

Ludwig Dietrich Wilhelm Landfermann (* 28. August 1800 in Soest; † 17. August 1882 in Weinheim), Pädagoge, Demokrat und Schulleiter in Duisburg.

## Leben
Landfermann wurde als Sohn eines Pfarrers in Soest geboren und ging hier zur Schule. Dann studierte er in Göttingen und Heidelberg Philologie und Geschichte und wurde Mitglied der deutschen Turnerbewegung und der demokratisch gesinnten Burschenschaft (1820: Alte Göttinger Burschenschaft, 1822: Alte Heidelberger Burschenschaft), zu deren Sprecher man ihn 1822 machte. Er wurde 1824 verhaftet und nach Berlin verbracht, wo man ihn 1825 wegen »staatsfeindlicher Umtriebe« zu 13 Jahren Festungshaft verurteilte. Sechs Jahre hiervon saß er auf der Zitadelle Magdeburg ab, bevor ihn der preußische König am 8. Mai 1829 begnadigte. Dann wurde er »mit äußerster Vorsicht« 1830 in den Schuldienst übernommen. 
Nach einer Anstellung in Soest wechselte er zuerst noch an das Gymnasium Elberfeld, wo er als Hilfslehrer begann und unter ständiger polizeilicher Aufsicht stand. 1831 wurde er dann zum ordentlichen Lehrer erhoben und wechselte bereits 1832 als Oberlehrer nach Soest zurück. 1835 wurde er dann zum Direktor des Duisburger Gymnasiums berufen, das er bis 1841 leitete, und das 1925 nach ihm Landfermann-Gymnasium benannt wurde. Hier freundete er sich mit Johann Peter Lange an.
1841 beabsichtigte Landfermann bereits, an das Elberfelder Gymnasium, dessen Direktion man ihm angetragen hatte, zurückzugehen, als unerwartete interne Streitigkeiten dies verzögerten. So erreichte ihn die Bitte des Oberpräsidiums zu Koblenz, dort das rheinische Schulwesen als Schulrat zu leiten. Gerade in dieser Position vermochte Landfermann, der als ebenso liberal wie streng galt, seine vielleicht größte Wirkung zu entfalten. 
Der trotz seiner politischen Gesinnung mit der preußischen Monarchie sympathisierende Landfermann war 1848 Teilnehmer der Preußischen Nationalversammlung, wo er unter anderem mit dem befreundeten Moritz August von Bethmann-Hollweg versuchte, eine Position der Mitte zu vertreten. 1848 war er Mitglied des Vorparlaments.
Ein Angebot Bethmann-Hollwegs, Landfermann in leitender Position im Kulturministerium Preußens zu beschäftigen, lehnte dieser ab. Nach seiner Pensionierung 1873 zog sich Geheimrat Landfermann nach Weinheim zurück. Ein von Landfermann selbst gestelltes Angebot zum Ende des Jahres, das Schulwesen im wiedererrungenen Elsass mit aufzubauen, nahm die zuständige Behörde nicht mehr an. So verbrachte Landfermann seinen Lebensabend in Weinheim, wo er 1882 verstarb.